# Malbork
Malbork (németül Marienburg) város Észak-Lengyelországban, a Pomerániai vajdaságban, a Nogat folyó partján. A malborki járás központja.
A várost a 13. században a Teuton Lovagrend alapította. Malbork legfontosabb nevezetessége a lovagrend vára, ami a világ legnagyobb téglából épült vára.